# Alejandro Díaz Castaño
Alejandro Díaz Castaño (Bimenes, 1979) es un escritor, guionista, director, programador y periodista cinematográfico español. Desde 2017 dirige el Festival Internacional de Cine de Gijón (FICX)

## Biografía
Hijo de minero, pasó su infancia en El Rebollu, una aldea donde no había cine pero si cintas de VHS en versión original, explica recordando sus orígenes en una entrevista. Se mudó a La Pola y posteriormente a Gijón. Estudió ingeniería informática compaginando sus estudios con los primeros pasos en el periodismo cinematográfico. Finalmente en vez de dedicarse a la programación informática acabó siendo programador de cine.
En el año 2000 participó en la creación de la primera revista digital de cine en Asturias, "Sunrise" también entre las primeras de España. En 2009 empezó a trabajar en el periódico del Festival Internacional de Cine de Gijón.. En 2010 y 2011 fue programador cinematográfico en el FICXixón y de 2012 a 2016 fue responsable del Departamento de programación del Festival de Cine Europeo de Sevilla.
Durante años ha vivido en San Sebastián. Allí, en 2016 estrenó el corto Ihesa (La fuga) que ha sido presentado en varios festivales de cine.
En 2017 regresó al Festival Internacional de Cine de Gijón como director tras ganar un concurso público, siendo elegido por mayoría con otros dos finalistas, entre ellos Nacho Carballo hasta entonces director del FICX.
Es también colaborador de Caimán cuadernos de Cine y Rockdelux y ha publicado en Miradas de Cine, Tren de Sombras, Lumière, Transit o La Furia Umana. Y en los libros Cien miradas de cine (2011), Cine XXI. Directores y direcciones (2013), John Carpenter. Ultimátum a la Tierra (2013) y El universo de 2001: Una odisea del espacio (2014), así como en los catálogos de los festivales internacionales de Gijón, Sitges y Buenos Aires.  En 2015 publicó como único autor Olvidos vergonzosos.
Es miembro de la Federación Internacional de la Prensa Cinematográfica (FIPRESCI)

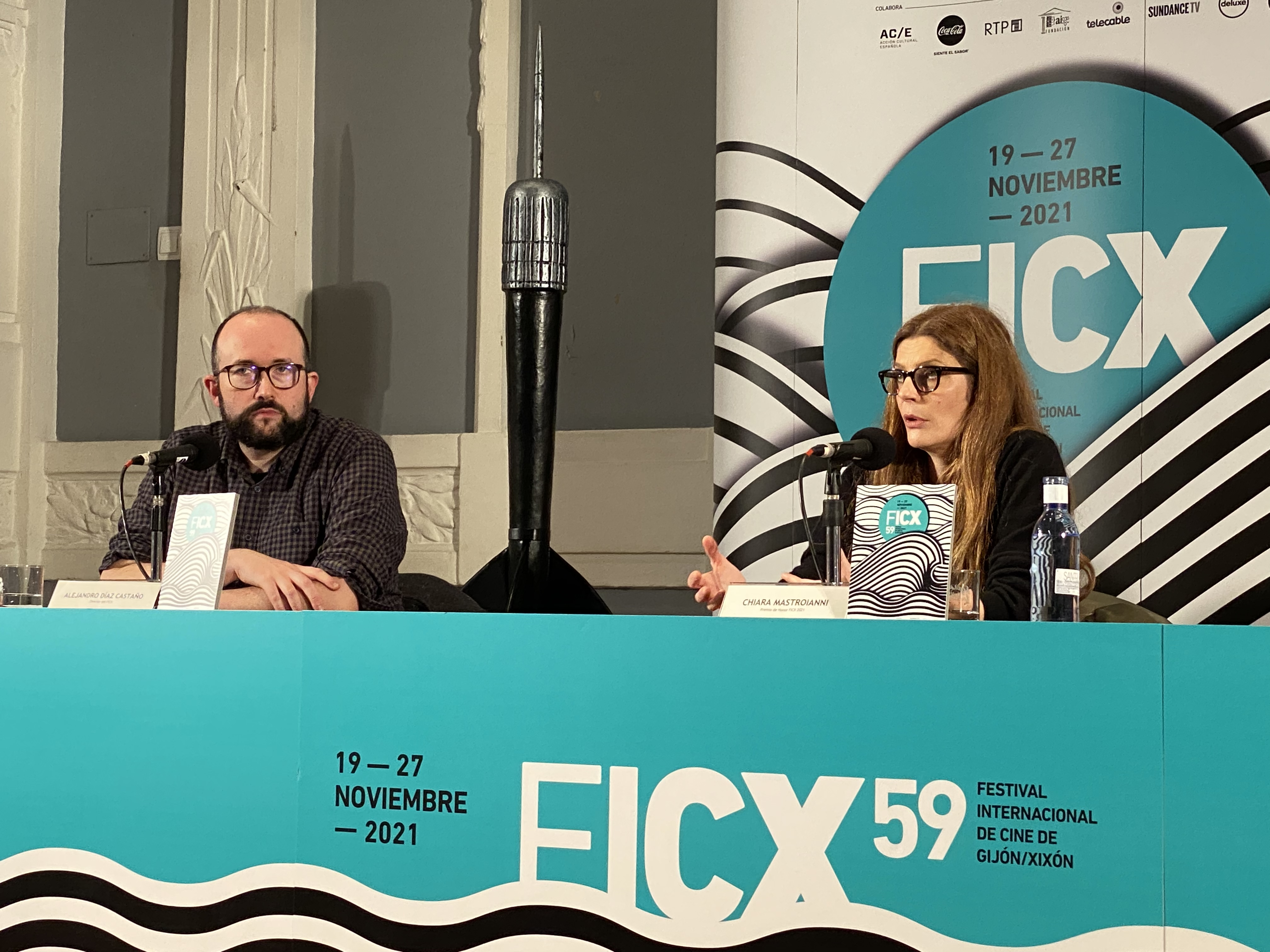
Alejandro Díaz Castaño con Chiara Mastroianni en el FICX59

## El cine como expresión de ideas y reflexiones
Díaz Castaño considera que los festivales y los circuitos alternativos son un medio de expresión de ideas y reflexiones además de un entretenimiento. Así lo defiende como proyecto para el FICX con el reto de que se descubran cineastas que más tarde se acabarán consagrando y mostrar películas que en muchos casos no llegarán a verse en España. Por ejemplo, el 95% de las películas que compiten en la Selección Oficial Retueyos y en Tierres en Trance no cuentan con distribución comercial asegurada en nuestro país, aunque muchas de ellas la alcanzarán tras su presentación en Gijón.

## Publicaciones
- Olvidos vergonzosos. (Veinte pasos en el vacío) (2015). Colección Mirto. Maclein y Parker ISBN 978-84-946586-0-0
- Na faltriquera (2024). Carta blanca. Impronta ISBN 978-84-128215-5-0
- En las nubes (Up in the Clouds) (2025). Colección amarilla. BajAmar ISBN 979-13-990348-1-4

## Filmografía
- 2016  Ihesa (La fuga)  cortometraje